# Schweizerische Bankiervereinigung
Die Schweizerische Bankiervereinigung (SBVg; französisch Association suisse des banquiers (ASB), italienisch Associazione svizzera dei banchieri (ASdB), rätoromanisch Associaziun svizra dals banchiers (ASdB), englisch Swiss Bankers Association) ist der Dachverband der Banken sowie anderer Kreditinstitute in der Schweiz und somit des gesamten Schweizer Finanzplatzes.
Die SBVg vertritt die Interessen der Schweizer Banken gegenüber Wirtschaft, Politik, Behörden und der breiten Öffentlichkeit. Ihre Hauptziele sind die Beibehaltung und die Förderung optimaler und wettbewerbsfähiger Rahmenbedingungen für den Finanzplatz Schweiz im In- und Ausland. Die Gründung erfolgte im Jahr 1912 in Basel.

## Organisatorisches
Präsident des Verwaltungsrates ist seit September 2021 Marcel Rohner, Vizepräsident des Verwaltungsrates der Union Bancaire Privée (UBP SA). Vorsitzender der Geschäftsleitung ist seit August 2023 Roman Studer. Sitz und Geschäftsstelle befinden sich in Basel.
Die SBVg wurde im Jahr 1912 in Basel als Verein gegründet und vereint fast 300 Mitgliedsinstitute sowie 12‘000 Einzelmitglieder. In vier businessorientierten Steuerungsausschüssen und sieben fachlichen Kommissionen beschäftigen sich ca. 500 Vertreter der Mitgliedsbanken mit den wichtigsten Fragen und Themen des Finanzplatzes. Unterstützt werden sie von den rund 55 Mitarbeiterinnen und Mitarbeitern (Vollzeitäquivalente) der Geschäftsstelle der SBVg. Jährlich im Herbst findet der Schweizerische Bankiertag, die Generalversammlung der SBVg, statt.
Im November 2020 gab Raiffeisen Schweiz bekannt, per 31. März 2021 aus der SBVg auszutreten; bevor Ende August 2023 der Wiedereintritt erfolgte.
Am 3. März 2022, acht Tage nach dem Beginn des russischen Überfalls auf die Ukraine, schloss die Schweizerische Bankiervereinigung ihre Mitglieder Gazprombank und Sberbank aus.

## Tätigkeiten
Die Vereinigung versteht sich selbst als Interessenvertretung der Banken gegenüber staatlichen Stellen in der Schweiz und im Ausland. In Absprache mit der Eidgenössischen Finanzmarktaufsicht entwickelt sie die Selbstregulierung der Branche. Die SBVg setzt sich für einen offenen Dialog mit einer kritischen Öffentlichkeit ein und fördert das weltweite Image des Finanzplatzes Schweiz. Sie engagiert sich für unternehmerische Handlungsspielräume und offene Märkte.
Die SBVg fördert die Ausbildung des Banken-Nachwuchses sowie die Information und den Erfahrungsaustausch der Bankmitarbeitenden untereinander. Sie berät ihre Mitglieder und koordiniert die Gemeinschaftswerke der Schweizer Banken.

## Gemeinschaftswerke der Schweizer Banken
Zur Versorgung der Mitarbeitenden des Schweizerischen Bankgewerbes bestehen Einrichtungen, an denen die Vereinigung beteiligt ist:
- Ausgleichskasse für das Schweizerische Bankgewerbe
- Familienausgleichskasse Banken